# آمیرتئوس
آمیرتئوس (یونانی: Ἀμυρταῖος)؛ او تنها فرعون از دودمان بیست و هشتم مصر است. و گمان می‌رود که مربوط به خاندان پادشاهی دودمان بیست و ششم ۶۶۴–۵۲۵ پش از میلاد باشد. او به دودمان بیست و هفتم (هخامنشی) ۵۲۵–۴۰۴ پیش از میلاد پایان داد، و از ۴۰۴ پیش از میلاد تا ۳۹۹ پیش از میلاد سلطنت کرد. قیام موفقیت‌آمیز آمیرتئوس آخرین مرحله مهم استقلال مصر را تحت حاکمیت بومی آغاز کرد که حدود ۶۰ سال تا نبرد پلوزیوم (۳۴۳ پیش از میلاد) ادامه داشت.

## زندگی‌نامه
نخستین فرمانروایی که بعد از غیر بومیان مادها پارس‌ها آمد فرعون آمیرتئوس بود.— از تاریخ دموتیک
آمیرتئوس احتمالاً نوه آمیرتائوس ساییس بود که به همراه ناظر لیبی ایناروس دوم (خود نوه فرعون پسامتیک سوم)، شورشی را بین سال ۴۶۵ پیش از میلاد رهبری کرد. و ۴۶۳ پیش از میلاد در برابر ساتراپ اردشیر یکم او از منابع آرامی و یونانی باستان شناخته شده‌است و در تاریخ دموتیک ذکر شده‌است. یک « «حاکم تقریباً ناشناخته» مشخص نیست که او هیچ بنای تاریخی به جا گذاشته‌است یا نه، و نام او فقط از یادداشت‌های دموتیک بازسازی شده‌است.

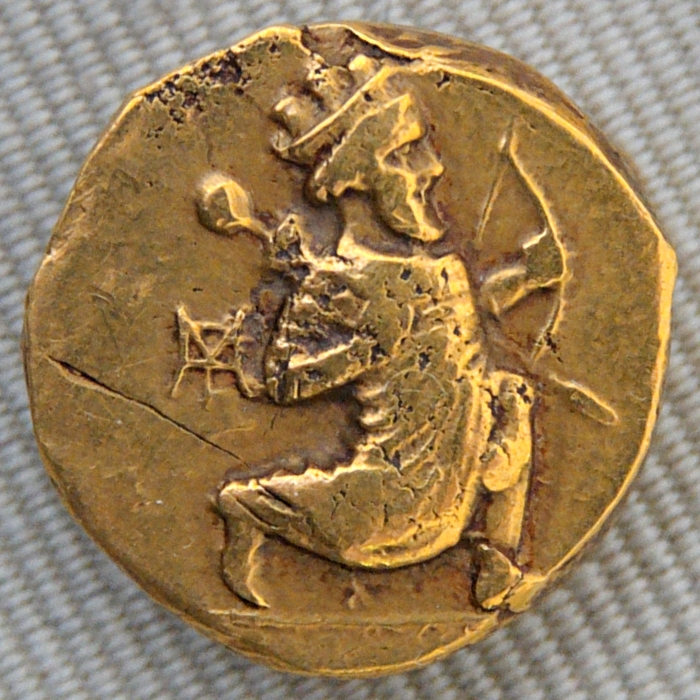
دریک پارسی از اردشیر دوم، که آمیرتئوس علیه او شورش کرد.

| پیشین: داریوش دوم | فرعون | پسین: نفریتیس یکم |